# متیو کوربو
متیو کوربو (انگلیسی: Mateo Corbo؛ زادهٔ ۲۱ آوریل ۱۹۷۶) بازیکن سابق فوتبال اهل اروگوئه است که در پست دفاع چپ بازی می‌کرد.
کوربو برای فصل افتتاحیه ای-لیگ برای نیوکاسل یونایتد جتس بازی کرد.